# محافظة روسية
المحافظة الروسية هي نظام واسع من المعتقدات السياسية في روسيا يتميز بدعم القيم المسيحية، والإمبريالية الروسية، وسيطرة الدولة، ومناهضة الشيوعية، والتدخل الاقتصادي، وتأييد المناخ التاريخي الروسي للتأثير، ورفض الثقافة الغربية، والليبرالية الاقتصادية، والحداثة.
بصفتها معارضة للحركات المحافظ الأخرى، تُرى المحافظة في روسيا على أنها دفاع عن المؤسسات المنشأة في وقتها، مثل القيصرية وحكم الرجل السوفييتي القوي. لهذا، تُعد المحافظة الروسية فريدةً في رفض مفهوم الليبرالية المنتشر في المحافظة الغربية، وعدمت بدلًا من ذلك النظام الاقتصادي المختلط، كمعارضة للمثل الليبرتارية مثل الليبرالية الاقتصادية. جعل هذا من المحافظة الروسية شعبوية بصورة كبيرة في ترويجها للرؤى المناهضة للتأسيس والوطنية القوية والمحافظة الاجتماعية. تعتقد المحافظة الروسية أن على الدولة التحكم بالسياسة الاقتصادية والاجتماعية، وتصطف مع أصولها في القيصرية وتعاليم الكنيسة الأرثوذكسية الروسية.

## نظرة عامة
كان النقص في الإجماع السياسي ودعم التراتبية من أكبر أسباب التاريخ الطويل للمُثل السلطوية والميل لمناهضة الليبرالية في روسيا. لم يتمكن نمو الليبرالية في القرنين التاسع عشر والعشرين من الازدهار في روسيا كما حدث في الدول الأوروبية الغربية مثل ألمانيا وإيطاليا وإسبانيا. شكل تتابعُ الحكومات الأوتوقراطية الأيديولوجياتِ السياسيةَ في روسيا بطريقة فريدة عن الديمقراطية الغربية. بسبب ركود المثل الليبرتارية لكل من الليبرالية الاقتصادية والاجتماعية في روسيا، تُعد المحافظة الروسية فريدةً في دعمها للاقتصاد المختلط وإدانتها للتحرر والديمقراطية الغربية. بعد تفكك اتحاد الجمهوريات الاشتراكية السوفييتية عام 1991، كان الحزبان المتبقيان في روسيا هما حزب روسيا الموحدة والحزب الليبرالي الديمقراطي.

### تحكم الدولة
يعتقد المحافظون الروس بالتحكم الكبير للدولة في السياسة الاقتصادية والاجتماعية، وبوجود دولة مركزية تتأثر بقوة بالأيديولوجيات القومية والإمبريالية. يعتقدون أيضًا بمعارضة العولمة الغربية، والترويج للمثل والثقافة الروسية مع دعم مناخ التأثير الروسي من خلال الفن والإعلام. دعم المحافظون الروس المثل العليا السلطوية في كل من روسيا القيصرية وروسيا السوفييتية في الولاء للدولة والقومية القوية، الذين يؤمنون بالعودة إلى المثل الروسية كرد فعل على الحداثة والعولمة، مع معارضة قوية للمنظمات العالمية مثل الأمم المتحدة والاتحاد الأوروبي والناتو. مع تأدية الليبرالية الكلاسيكية أدوارًا رئيسية في تطور المحافظة في الديمقراطيات الغربية، تختلف روسيا إلى حد كبير عن المحافظة في أجزاء أخرى من العالم مع إيمانها بسيطرة الدولة. يحمل المحافظون الروس وجهات نظر تدخلية إلى حد كبير في الشؤون الدولية، ويحملون ازدراءً شديدًا للولايات المتحدة ودعمًا قويًا لرابطة الدول المستقلة دون جورجيا وأوكرانيا.

### الرؤى الاجتماعية
تتأثر الرؤى الاجتماعية التي يحملها الروس المحافظون إلى حد كبير بالتقليدية والكنيسة الأرثوذكسية الروسية. يؤمن المحافظون الروس، على غرار المحافظين في أجزاء أخرى من العالم، بتعزيز المثل المسيحية في معارضتها للإجهاض، والمثلية الجنسية، والقتل الرحيم، ودعمها للأدوار الجندرية في الحكومة وفي الحياة المدنية. يعتقد المحافظون الروس بسيادة القانون وعبادة الشخصية، ويتأثرون بالآراء الاستبدادية والتوتاليتارية التي تبناها القيصر الروسي والبلاشفة. إنهم يحافظون على المشاعر القومية القوية إلى حد كبير، ما يؤثر على دعم الوحدة الوطنية والدولة ضد النفوذ الأجنبي. يُعتقد أن قمع الحريات الفردية ضروري في إنفاذ القانون ووقف التقدمية الاجتماعية. تعارض الثقافة والحداثة الغربية إلى حد كبير لصالح الواقعية، التي يُنظر إليها على أنها نتاج للثقافات الاستهلاكية للديمقراطيات الغربية. تحت حكم فلاديمير بوتين، قائد الحكومة الروسية منذ عام 1999، أدانت روسيا بشكل صريح التأثيرات الأجنبية، وآمنت بتوسيع نفوذ روسيا، منذ ضم شبه جزيرة القرم في عام 2014، وعارضت نزع السلاح النووي.

### الرؤى الاقتصادية
رغم أن الليبرالية الاقتصادية ورأسمالية عدم التدخل كانت أساسية في تاريخ المحافظة في بلد مثل الولايات المتحدة، أدى الدور التاريخي للسيطرة على الدولة في روسيا إلى تطوير وجهات نظر الدولة التدخلية للمحافظين الروس في ما يتعلق بالاقتصاد. رغم أن كلا الحزبين المحافظين الرئيسيين بعد حل الاتحاد السوفييتي يُدين الشيوعيةَ إلى حد كبير، يؤمن المحافظون الروس إلى حد كبير بالاقتصاد المختلط، مع مزيج من الأنظمة في القطاع الخاص مع حريات السوق، والملكية العامة للعديد من الصناعات الرئيسية مثل الطاقة والدفاع، وتوزيع الثروة من النمط المنخفض إلى المعتدل عبر الاقتصاد. يؤمن المحافظون الروس بتدخل الحكومة في الأسواق وتنظيم القطاع الخاص، إذ إن لها دورًا ضروريًا في إطار الاقتصاد الرأسمالي. إلى جانب المحافظين الآخرين في العالم، يؤمن المحافظون الروس بالحمائية، وتنظيم التفاعل العالمي مع الاقتصاد الروسي، من خلال استخدام التعريفات والإعانات الحكومية للمنتجين المحليين.

### الرؤى الدينية
بصفتهم من أتباع الكنيسة الأرثوذكسية الروسية، يتبنى المحافظون الروس إلى حد كبير وجهات نظر مسيحية تقليدية حول القضايا الاجتماعية كما ذُكر سابقًا، وتتعاون الكنيسة بشكل وثيق مع الدولة في الشؤون الاجتماعية والثقافية في ظل حكم بوتين. قُمع صعود العولمة والحريات الاجتماعية في الديمقراطيات الغربية إلى حد كبير في روسيا تحت حكم بوتين، مع تأثيرات مباشرة من الكنيسة، التي انتُقدت إلى حد كبير لإدانتها الشديدة للمثلية الجنسية، ودعمها للتوسع الروسي في شبه جزيرة القرم وأوكرانيا الشرقية، إذ إن الكنيسة تحت قيادة البطريرك كيريل الموسكوفي أوقفت التقدمية الاجتماعية في روسيا وطورت انتهاك حقوق الإنسان في روسيا للمثليين.

## نبذة تاريخية
تطورت تقاليد الاستبداد والوصاية في روسيا في القرنين السابع عشر والثامن عشر، إذ بنى إيفان الثالث على التقاليد البيزنطية الاستبدادية، ما سمح بتطور القيصرية وملكية سلالة رومانوف في القرنين التاسع عشر والعشرين. مهدت هذه الأرضية لتطوير الشمولية في الاتحاد السوفييتي بعد الثورة الروسية، إذ وصف ستيفن وايت أن نسيج الهوية الروسية متشابك مع الاستبداد. لم يسمح هذا التقدم للحكومات الأوتوقراطية بانتشار المثل الليبرالية وتطورها السريع كما حصل في أوروبا الغربية، مع بقاء تدخل الدولة الأيديولوجيا الرئيسية في جميع الأحزاب الروسية. أثر ذلك في تطور الفكر المحافظ بعد حل الاتحاد السوفييتي في عام 1991، إذ لعبت سيطرة الدولة دورًا رئيسيًا في التقليدية الروسية.
قُمعت محاولات إعادة الهيكلة الليبرالية للاقتصاد السوفييتي والمشهد السياسي من خلال إصلاحات البيريسترويكا خلال ثمانينيات القرن العشرين وتسعينياته إلى حد كبير من خلال العودة إلى السياسة الاستبدادية في ظل حكومة بوتين المحافظة، بعد أن كان سلفه بوريس يلتسين غير قادر على الاستمرار بمسار الإصلاح والاقتصادي. لعب الشباب الروس دورًا رئيسيًا في العقد الأول من القرن الحادي والعشرين، فقد طوروا أفكارًا محافظة بعيدًا عن الشعور التحرري الغربي التقليدي، إذ يُنظر إلى الإصلاحات الليبرالية لغورباتشوف ويلتسين على أنها حدثت وقت الاضطراب السياسي والفوضى. وجدت دراسة استقصائية أجراها عالم الاجتماع الروسي يوري ليفادا عام 1987 أن المواطنين السوفييت المسنين في الثمانينيات أو ما يُطلق عليهم «هومو سوفيتيكوس»، الذين ما يزال لديهم ذكريات عن الستالينية والحكومات السوفييتية الشمولية، كانوا سلالةً تحتضر مثل الأجيال الأصغر سنًا والأكثر سذاجة في روسيا التي بدأت بتشكيل المناخ السياسي للمستقبل الروسي. سمح ازدراء الإصلاح الليبرالي ونقص المعرفة في عهد الإرهاب في عهد ستالين للشباب في روسيا بالتطور إلى الفصيل القومي المتشدد في السياسة الروسية، ما سمح باستقطاب السياسة الروسية وتطوير الأفكار الشمولية في المحافظة.